# Пут у ропство
Пут у ропство је књига добитника Нобелове награде за економију Фридриха фон Хајека, написана између 1940 и 1943. године. Књига је преведена на више од двадесет језика и представља кључно дело теорије класичног либерализма. Прво издање је као мото носило Хјумове речи „Ретко се слобода било које врсте губи сва одједном”. У политици, утицај књиге огледа се на тенденције дерегулација и враћања класичним методама тржишне економије, што се огледало у политици САД под Реганом и у Великој Британији за време Маргарет Тачер. 
Он упозорава на тиранију која неизбежно произлази као резултат централног доношења одлука путем централног планирања. Хајек доказује да нацизам и фашизам имају заједнички именилац у централном економском планирању. „Пут  у ропство” представља не само губитак економских, већ основних људских слобода.

## Структура и садржај књиге
Књига се састоји из увода и петнаест тематских поглавља. Свако поглавље почиње пригодним цитатом који је уско везан за тематику одређеног поглавља. То су следећа поглавља: Напуштени пут, Велика утопија, Индивидуализам и колективизам, „Неизбежност” планирања, Планирање и демократија, Планирање и владавина права, Економска контрола и тоталитаризам, Ко коме, Сигурност и слобода, Зашто најгори долазе на врх, Крај истине, Социјалистички корени нацизма, Тоталитаристи међу нама, Материјални услови и идеални циљеви, Изгледи за међународни поредак.
1. Напуштени пут
Основна теза програма није да систем слободног предузетништва ради профита пропао у овој генерацији, него да још није ни испробан— Ф.Д.Рузвелт
У првом поглављу Хајек даје своје тумачење разлога за долазак тоталитаризма. Према његовим речима, иако су нас највећи политички мислиоци деветнаестог века Токвил и лорд Ектон упозоровали да социјализам значи ропсто. Европска цивилизација се бар двадесет и пет година пре него што је авет тоталитаризма постала стварна претња почела одаљавати од основних вредности на којима је она настала. Смер развоја европске цивилизације био је у ослобађању појединца од стега које су га везивале за обичајне или прописане начине обављања свакодневних активности. Одбијањем економске слободе, дошло је до ускраћивања како личних слобода, тако и политичких.
2.Велика утопија 
Од државе је правило пакао на земљи управо то што је човек покушавао да од ње створи свој рај— Ф.Хелдерлин
У овом поглављу разматра се однос либерализма и социјализма. Цитирајући Токвила, даље објашњава како демократија проширује сферу слободе, док је социјализам ограничава. Социјалистичка пропаганда даје обећање више слободе, оно што би наводно требало да води у слободу, претвара се у пут у ропство. Уместо да буде бољи систем, стаљинизам постаје гори од фашизма јер је варварски, непавдан, неморалан, антидемократски. Стаљинизам јесте социјализам, неизбежан политички пратилац национализацији и колективизацији на које се ослањао као на део плана за подизање бескласног друштва.
3.Индивидуализам и колективизам
Социјалисти верују у две ствари, апсолутно различите и можда чак и контрадикторне: слободу и организацију— Ели Хавели
Термин социјализам претпоставља идеале као што су: социјална заштита, правда и једнакост као своје идеалне циљеве. Социјализам значи укидање приватне иницијативе, приватног власништва над средствима за производњу и стварање система планске економије, у којем централно планско тело замњеује предузетника који ради за профит. И конкуренција и централно дириговање постају слаба и неефикасна оруђа уколико су непотпуни: они су алтернативна начела која се користе да реше исти проблем, а мешавина ова два оруђа значи да ниједно неће стварно да делује и да ће резултат бити гори нефо да смо се конзистентно ослонили на било који од њих.
4. „Неизбежност планирања”
Ми смо први тдрдили да, што су облици цивилизације сложенији, то слобода појединца мора више да се ограничава— Б.Мусолини
Хајек сматра да монополи нису резултат економског развоја и у већини случајева су резултат тајних споразума, већ директне подршке владиних званичника. Елиминацијом сметње, могуће је повратити услове потребне за развој конкуренције. Штавише, са повећањем сложености производње и економске активности, централно планирање постаје немогуће. Као једино решење Хајек види децентрализацију. Директно управљање треба да буде замењено координацијом - системом мера за обезбеђивање информација који је потребан за координацију акција са другим учесницима на тржишту.
5. Планирање и демократија
Државник који би покушао да одређује појединцима на који начин да употребе свој капитал не само што би се оптеретио сувишном бригом него би преузео овлашћење које не би могло да се повери никаквом савету или сенату, и које нигде не би било тако опасно као у рукама човека који је довољно луд и уображен да замишља како је за то способан.— Адам Смит
6. Планирање и владавина права
Недавна истраживања социологије права још једном потврђују да фудаментално начело формалног права, по којем сваки случај мора да се просуди према општим, рационалним правилима која имају што мање изузетака и која су заснована на логичким претпоставкама, важи само за либералну конкурентску фазу капитализма— К.Манхајм
7. Економска контрола и тоталитаризам
Контрола производње богатства јесте контрола самог људског живота.— Илер Белок
Власт која упраља економском активношћу не би контролисала само онај део наших живота који се тиче мање значајних ствари она би контролисала расподелу ограничених средстава за све наше циљеве. А ко год контролише сву економску активност, контролише и средства за све наше циљеве и мора да одлучи који ће бити остварени, а који неће.
8. Ќо коме
Најбоља прилика која се икада пружила човечанству одбачена је зато што је страст за једнакошћу учинила ништавном наду за слободу— Илер Белок
Државно планирање производње на крају доводи до контроле дистрибуције, те ограничава тржишне односе. Као резултат појединац губи своју слободу и постаје завистан од одлука органа. Чим држава преузима функцију планирања, цео привредни живот прелази у руке бирократије.
9. Сигурност и слобода
Читаво друштво ће постати једна канцеларија и једна фабрика, сви ће исто радити и бити исто плаћени— В.И.Лењин, 1917
У земљи где је једини послодавац држава, опозиција значи гладовање до смрти. Старо начело, ко не ради неће јести, замњено је новим, ко не слуша неће јести— Л. Троцки 1937
10. Зашто најгори долазе на врх
Свака моћ квари, апсолутна моћ квари апсолутно— Лорд Ектон
Иако има мало тога што би могло да наведе људе који су добри по нашим стандардим да теже водећим положајима у тоталитарној машини, а много тоха да их одврати, биће посебних прилика за немилосрдне и бескрупулозне. Биће посла у чију неприхватљивост нико не сумња али који се морају извришити у служби неког вишег циља, и то са истом стручношћу и ефикасношћу као други.
11. Крај истине
Значајно је да је национализација мисли свугде напредовала pari passy са национализацијом индустрије — Е.Х.Кар
Да би служила свим сврхама једног система који предвиђа друштвени план, принуда није довољна. Такође је битно да људи верују у њену тачност. То се постиже различитим врстама пропаганде. Неопходно је да се убеди не само у погледу исправности главног циља, већ и у средствима неопходним за његово остварење.
12. Социјалистички корени нацизма
Све антилибералне снаге уједињују се против свега што је либерално— А.Мелер ван ден Брук
Још од почетка постојала је тесна веза између социјализма и национализма у Немачкој. Значајно је да су најважанији творци националсоцијализма- Фихте, Родбертус и Ласал- у исто време били признати творци социјализма. Од 1914. из редова марксистичког социјализма, појављивали су се учитељи који нису водили националсоцијалистичку заједницу конзервативце и реакциионаре, него вредне раднике и омладину пуну идеала. Тек после овог је плима националсоцијализма добила велики значај и нагло прерасла у хитлеровску доктрину. Ратна хистерија 1914. која услед немачког пораза никад није потпуно излечена јесте почетак модерног развоја који је произвео националсоцијализам, који је настао током овог периода углавном уз помоћ старих социјалиста.
13. Тоталитаристи међу нама
Када се власт представља у руху организације, њен шарм је довољно привлачан да преобрати заједнице слободних људи у тоталитарне дрЖаве.— The Times
14. Материјални услови и идеални циљеви
Да ли је праведно или разумно да већина гласова против главног циља владе трева да пороби мањи број који би био слободан? Праведније јесте, без сумње, ако је реч о сили, да мањи број присили већи да задрЖи, што за њих не моЖЕ бити погрешно, своју слободу, него да већи број, ради угађања својој простоти, присили мањи, на њихову штету, да и они постану робови. Они који не траЖе ништа осим своју праведну слободз, увек имау право да је добију, кад год имају моћ, чак и када нису тако бројни као они који им се противе.— Џон Милтон
15. Изгледи за међународни поредак
Део лекције из недавне прошлости који се споро и поступно схвата јесте да многе врсте економског планирања на националном нивоу морају да буду штетне у њиховом укупном учинку чак и са чисто економског гледишта, а поред тога и да произведу озбињна еконоска трвења. Није ни потребно ни поЖељно да националне границе праве оштре разлике у Животном стандарду, да чланство у некој националној групи треба да даје потпуно другачије право удела у колачу од оног који имау чланови друге групе.

## Закључак
Сврха Хајековог дела, према његовим речима није била скицирање неког пожељног будућег друштва. У економији заснованој на приватном власништву ресурси су расути ка великом броју појединаца, па тако нема концентрације у рукама појединаца или групе појединаца. Потребно је утврдити грешке из постојећег система и радити на стварању бољег света од оног који је гурнуо свет у два светска рата. Најпотребније је ослободити се уверења да су догађаји били неизбежни. Потребно је имати храбрости за изградњу бољег света који неће бити оптерећен стегама „планирања”, „вођења”, „дириговања”. Свет који ће имати услове за напредак. Ако се није успело у првом покушсају треба покушати поново. Политика слободе за појединца, предстања једину прогресивну политику. Пут у ропство је прво значајније Хајеково изучавање зависности политике од економије и обратно. У време када се Пут у ропство појавио на српском 1997, то је уједно и била прва Хајекова књига на српском језику. У међувремену су преведене сва његова битнија дела.